# 지그문트 스말체시
지그문트 안토니 스말체시(폴란드어: Zygmunt Antoni Smalcerz, 1941년 6월 8일 ~ )는 은퇴한 폴란드의 역도 선수이다.
실롱스크주 베스트핀스카에서 태어난 스말체시는 1972년 뮌헨 올림픽에서 플라이급 부문에서 금메달을 획득하였다. 4년 후, 몬트리올 올림픽에도 나갔으나 부상으로 탈락하였다.
2002년 국제 역도 연맹 명예의 전당으로 선출되었다.
그는 전단계를 위하여, 그리고 2008년 베이징 올림픽을 포함한 폴란드 역도 팀의 총감독이었다.
2010년으로 봐서 스말체시는 콜로라도 스프링스에서 살면서 미국 올림픽 훈련 센터에서 역도 감독을 맡고 있다.